# 真空闪热解
真空闪热解（英語：Flash Vacuum Pyrolysis，缩写：FVP，或称为：Flash Vacuum Thermolysis，缩写：FVT）是在高温低压环境下反应前驱体发生快速热裂解的气相合成方法，是一种有机合成方法。反应关键调控参数为加热温度和加热时间，通过优化反应温度和反应时间来优化转化率、产率和降低副反应发生。其反应温度可高达1250°C，一般在350-650°C进行。常用于富勒烯、心环烯等重要非平面芳香化合物合成。

## 历史
1980年代，化学家利用电子轰击质谱研究反应活性中间体来确认反应机制，并发现了许多新奇的反应中间体。由于低压热解技术（Very low pressure pyrolysis，VLPP）能在短时间内在高温区发生热裂解产生活性中间体，因此成为主要研究反应中间体方法。同时化学家又关注到反应加热方式上，为达到类似电子轰击的能量效果，要求热解反应在高温度、低压强近似真空条件下进行，真空闪热解由此诞生。

## 装置构成
FVP法一般在种将反应物在真空条件下蒸发或者升华后迅速通过较高温度的热管道而发生热裂解，因此需要惰性气体作为载气将气化的反应物通入高温反应区。因此FVP设备按照温度可分为高温反应区和低温收集区。按照部件可分为：
- 蒸发装置：用于放置反应物，并将其加热气化利用惰性气体通入高温反应区
- 高温反应装置：为管式炉加热的石英加热管，反应温度可高达1250°C。为了延长反应时间，可加热管内填充石英棉等惰性材料来调节气体流速。
- 低温冷却装置：将反应产物进行急速冷却，稳定热力学不稳定的活性反应组分，并进行产物收集和分类。又称为冷阱（cold trap）。
- 真空装置：用于保持反应体系真空，一般采用回转泵就可满足一般真空度（0.1 - 1.0 Pa）要求。

FVP反应的主要参数有三个：底物的挥发温度（控制物料通过速度）、管式炉的温度和背景真空度．实际上泵的输出压力一般比较稳定，因此可关键调控参数为加热温度和加热时间两种。

## 反应机理
由于离子电离能比较高，又没有溶剂参与反应，所以在FVP反应不存在离子中间体。
主要反应机理有周环反应（包括电环化、逆狄尔斯-阿尔德反应）、自由基反应和双自由基反应（卡宾、氮烯、苯炔等中间体）。
电环化机理：FVP的电环化机理常被认为过脱离一些稳定的小分子（例如HCl、N2、CO2等）来重排形成环。如苯并环丁烯酮的FVP合成，反应中间过程涉及HCl分子的脱离和重排成环：
逆狄尔斯-阿尔德机理：两个碳-碳单键的断裂被认为是经过逆狄尔斯-阿尔德反应协同发生。如异苯并呋喃的FVP合成，涉及逆狄尔斯-阿尔德反应过程：
自由基机理：虽然FVP法反应底物分子的相对浓度很低，分子内反应通常占主导地位，但是一些非常活泼的中间体之间还是有发生分子间反应的可能。如苯酐FVP法合成联苯烯，中间涉及苯炔的分子间偶联反应：
2{\displaystyle \xrightarrow {\triangle } \;}

双自由基机理：β-蒎烯经FVP合成月桂烯就涉及到双自由基重排。
 {\displaystyle \xrightarrow {\triangle } \;}

FVP和电子轰击质谱都是瞬间提供高能量给化合物分子，但是这两种实验方法对于相同的化合物分子有时候会得到完全不同的结果．一般来说，FVP反应是从最弱的化学键开始断裂，而电子击质谱实验是由形成正离子自由基稳定性所决定。

## 合成应用

### 烷烃
由于碳-碳键高温下易断裂，FVP很少用于只产生碳-碳单键的烷烃，所以这类FVP反应通常在相对比较低的温度下才能实现、其特点通常反应底物分子存在比较容易消除的原子或小分子基团，在得到合适的能量下发生消去，底物分子重新组合形成新的碳-碳单键。一般为含苄基结构的物质，如草酸苄酯、苄基酮、苄基砜、苄基氯等等,可合成多桥芳烃化合物。
- 草酸苄酯：Bz'-OOC-COO-Bz {\displaystyle \xrightarrow {\triangle } \;} Bz'-Bz + CO2
- 苄基酮：Bz'-CO-Bz  {\displaystyle \xrightarrow {\triangle } \;} Bz'-Bz
- 苄基砜:
- 苄基氯:

### 烯烃
碳碳双键在高温下的稳定性比单键更好，因此FVP方法经常被用来合成一些含有双键的化合物。烯烃通常由以下几种方式制备得到：
- 单键间相互作用发生逆狄尔斯-阿尔德或逆电环化等协同反应。如：

环己烯加热的逆狄尔斯-阿尔德反应
酯热裂解反应
黄原酸酯类分解反应：
- 多烯烃可以通过分子内消除易离去的小分子得到。如：

亚砜类化合物脱去一分子一氧化硫得到二烯：
R1-CHR'1-CH2-SO-CH2-CHR2-R'2{\displaystyle \xrightarrow {\triangle } \;}R1R'1C=CH2 + R2R'2C=CH2
2,4,6-三氯甲基-1,3,5-三甲基苯得到[6]轴烯：
2,4,6-三氯甲基-1,3,5-三甲基苯{\displaystyle \xrightarrow {\triangle } \;}

### 炔烃
FVP反应制备炔烃的原料一般都是烯烃化合，经卡宾中间体只能生成末端炔烃化合物。
也可以利用磷叶立德产生非端基炔：
Ph3P=CR1-COR2{\displaystyle \xrightarrow {\triangle } \;}R1C≡CR2

### 芳香族
FVP最成功之处在于合成具有多种不同功能和结构的芳香族化合物。例如，富勒烯、碗状碳氢化合物等。特别是2002年富勒烯的FVP全合成使得这一技术获得关注。
富勒烯FVP合成：
心环烯的FVP合成：
碗状化合物C50H10的FVP合成：
苊烯的FVP合成：